# Mount Kerr, Alberta
Mount Kerr är ett berg i Kanada.   Det ligger i provinsen Alberta, i den centrala delen av landet, 3 200 km väster om huvudstaden Ottawa. Toppen på Mount Kerr är 2 560 meter över havet.
Terrängen runt Mount Kerr är bergig norrut, men söderut är den kuperad.Runt Mount Kerr är det mycket glesbefolkat, med 5 invånare per kvadratkilometer.. Närmaste större samhälle är Jasper Park Lodge, 12,1 km öster om Mount Kerr.
I omgivningarna runt Mount Kerr växer i huvudsak barrskog.